# 황산 나트륨
황산 나트륨(sodium sulfate)은 Na2SO4 화학식을 지니는 나트륨의 황산염이다. 유리, 군청 따위의 제조에 쓰이며 빛깔이 없는 단사 정계의 결정이다.

## 안전
황산 나트륨이 일반적으로 무독성으로 알려져 있으나 주의해서 다룰 필요가 있다. 소량일지라도 일시적인 천식이나 눈의 염증을 일으킬 수 있다. 이러한 위험은 눈 보호대나 종이형 마스크를 이용하여 예방할 수 있다. 운송에는 제한이 없으며 유럽 연합 위험 규정이나 유럽 연합 안전 규정에 적용되지 않는다.